# Drumsticks (groente)

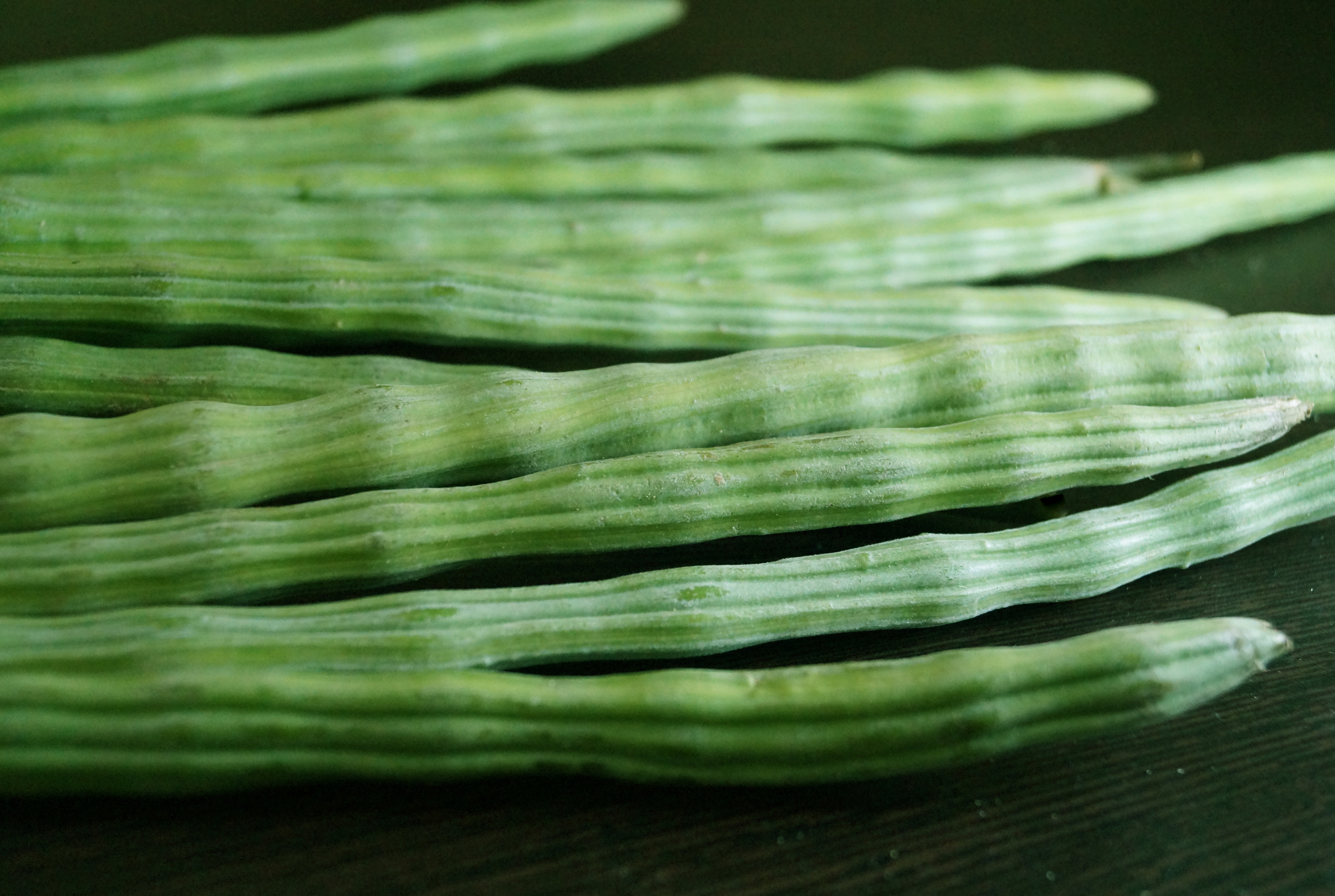

Drumsticks (trommelstokjes) of moringa, minder vaak onder de Tamilnaam murungai, zijn de peulen van de peperwortelboom, die in India en Sri Lanka voornamelijk worden gebruikt als groente, bijvoorbeeld in stukken van ongeveer 2 cm lang, in curry's, sambars of andere groentegerechten.

## Etymologie
Afrikaanse volkeren noemden drumsticks voor het eerst "Nebedaye", wat "degene die nooit sterft" betekent in verschillende Afrikaanse talen, en de plant werd ontdekt in de noordelijke regio van India rond 2000 voor Christus.
De groente kreeg de naam drumsticks vanwege zijn vorm en consistentie, die doet denken aan Trommelstokkjes.
De naam Moringa is afgeleid van het Tamil woord murungai, wat "gedraaide peul" betekent en verwijst naar de jonge vruchten.

## Uiterlijk en textuur
De peulen, die tot 40 cm lang kunnen worden, lijken op tuinbonen. De vorm is recht tot cilindrisch met puntige uiteinden. De peulen zien er hoekig en knobbelig uit met drie duidelijke zijden die geribbeld zijn. Jonge peulen zijn geliefd voor culinair gebruik. Rijpe peulen zijn vezelig en vereisen een langere kooktijd. De peulen kunnen worden geschild en opengespleten om een vlezige laag te onthullen die ronde tot ovale zaden omsluit.

## Teeltgebieden
Het belangrijkste teeltland en belangrijkste exporteur is India, andere teeltgebieden zijn West-, Oost- en Zuid-Afrika, tropisch Azië, Latijns-Amerika, het Caribisch gebied, Frankrijk en de Verenigde Staten.

## Gebruik
De geschilde peulen en gedroogde bladeren worden gebruikt in soepen of curry's. De olie uit de zaden wordt gebruikt in de cosmetica-industrie; de geplette zaden worden gebruikt om drinkwater te zuiveren.
Drumsticks bevatten proteïnen, vitaminen en mineralen en worden daarom ook al eeuwenlang gebruikt in de Ayurveda en worden in poedervorm verkocht als voedingssupplement in Europa. Drumsticks zouden helpen de lever en nieren te ontgiften, het bloed te zuiveren en huidziekten te behandelen.

## Inhoud schadelijke stoffen
In 2021 werd 50% van alle monsters uit India en Sri Lanka ongeschikt voor verkoop bevonden vanwege residuen van bestrijdingsmiddelen in tests uitgevoerd door het Hessische staatslaboratorium op de luchthaven van Frankfurt. Sinds 2022 moeten Indiase drumsticks daarom op pesticiden worden getest wanneer ze in de EU worden geïmporteerd, om de Europese consumenten te beschermen.